# Immo Rittmeyer
Immo Rittmeyer (nascido em 6 de janeiro de 1936) é um ex-ciclista alemão que competiu no ciclismo nos Jogos Olímpicos de Verão de 1964, pela equipe Alemã Unida.